# Cinza nuclear

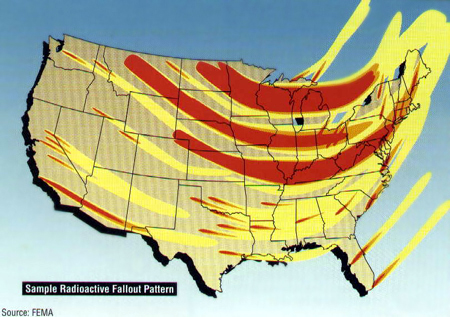
Mapa de hipotética dispersão de cinzas após um ataque nuclear de grande escala contra os Estados Unidos.

Cinza nuclear ou precipitação nuclear é a perigosa radiação residual de uma explosão nuclear e recebeu este nome pelo fato de que, efetivamente, cai através da atmosfera na qual é espalhada durante a explosão. O termo refere-se, frequentemente, ao pó radiativo criado quando uma arma nuclear explode. Este pó radiativo é um tipo de contaminação radiativa.
A cinza nuclear pode também ser originada por acidentes nucleares, embora um reator nuclear não possa explodir exatamente da mesma forma que uma arma nuclear.

## Diferenças entre a Cinza Nuclear de um reator e a de uma bomba
Cinza nuclear pode também se referir a acidentes nucleares, embora um reactor nuclear não possa explodir exatamente como uma arma nuclear. É importante observar que a marca isotópica da cinza nuclear de uma bomba é muito diferente daquela de um sério acidente em um reator de energia nuclear (como o de Chernobyl). As diferenças chave são dadas à volatilidade e vida média.

### Volatilidade
O ponto de ebulição de um determinado elemento (ou de seus compostos) é capaz de controlar a percentagem que dele seria liberado por um acidente com um reator. Soma-se a isso que após o elemento ter sido introduzido na atmosfera por uma detonação nuclear a capacidade dele para formar um sólido controla a relação na qual seria depositado sobre o solo.

### Vida média
Na cinza nuclear de uma bomba, uma grande quantidade isótopos de vida curta como o 97Zr está presente. Esse isótopo e outros de vida curta estão sendo constantemente gerados em um reator de energia nuclear, mas por causa da ocorrência crítica da maioria desses isótopos de vida curta, eles decaem antes que possam ser liberados.

## Fonte de cinza nuclear
Uma explosão nuclear vaporiza qualquer material que esteja dentro do raio de alcance da bola de fogo da própria explosão, incluindo o próprio solo caso este esteja próximo o suficiente. Todo o material vaporizado pela explosão é, por sua vez, combinado com a radiação ionizante residual, produzindo a cinza nuclear. As fontes desta radiação ionizante residual são:
- Produtos de fissão nuclear: estes são isótopos de peso intermédio, formados quando um núcleo pesado de urânio ou plutónio é dividido numa reacção de fissão. Há cerca de 300 produtos de fissão distintos que podem resultar de uma reacção de fissão, sendo muitos destes radiactivos e com vidas médias extremamente diferentes. Alguns perduram muito pouco tempo (fracções de segundo), enquanto outros têm um tempo de vida que faz com que constituam um perigo durante meses e, em alguns casos, anos. O seu principal modo de decaimento é por emissão de radiação beta, normalmente acompanhada por radiação gama. Aproximadamente 60 g de produtos de fissão são formados por cada kton de potência de explosão. A actividade estimada desta quantidade de produtos de fissão 1 minuto após a detonação é de 1,1 ZBq, igual à actividade de 30 Gg de rádio, em equilíbrio com os seus produtos de decaimento.
- Material nuclear não fissionado: as armas nucleares são relativamente ineficientes no seu uso de material fissionável. Apenas entre 2% a 40% deste material sofre efectivamente fissão, sendo boa parte do urânio e plutónio dispersada pela explosão e, consequentemente, não experimentando fissão. Tal material não fissionado decai por emissão de partículas alfa e é de importância relativamente menor.
- Actividade induzida por neutrões: se núcleos atómicos capturam neutrões quando expostos a um fluxo de radiação de neutrões, estes núcleos irão, por regra, tornar-se radiactivos (actividade induzida por neutrões) e decairão por emissão de radiação beta e gama durante um determinado período temporal. Neutrões emitidos como parte da radiação nuclear inicial causarão a activação dos resíduos da arma. Adicionalmente, átomos de materiais do ambiente (solo, ar e água) poderão, dependendo da sua composição e distância ao ponto de explosão, ser activados. Por exemplo, uma pequena área à volta do ponto de explosão poderá tornar-se perigosa como resultado da exposição dos minerais do solo à radiação de neutrões inicial. Isto deve-se, em grande medida, à captura de neutrões por parte do sódio, manganésio, alumínio e silício no solo. Este perigo é relativamente desprezável devido à área atingida ser geralmente bastante limitada.

## Tipos de cinza nuclear
Há vários tipos de cinza nuclear, variando do mais global para os tipos de área mais restrita.

### Cinza nuclear de escala mundial
Após uma explosão aérea, os produtos da fissão, o material nuclear não fissionado, e os resíduos que foram vaporizados pelo calor da bola de fogo vão condensar em uma fina suspensão de pequeníssimas partículas de 10 nm a 20 µm de diâmetro. Essas partículas podem ser rapidamente levadas para a estratosfera, particularmente se o rendimento do explosivo excede 10 kton (kiloton – ver terajoule). Elas vão então ser dispersadas pelos ventos atmosféricos e vão gradualmente assentar sobre a superfície da Terra após semanas, meses e mesmo anos como uma cinza nuclear de escala mundial.
O risco radiobiológico de uma cinza nuclear desse tipo é essencialmente a longo prazo devido a potencial acumulação de radioisótopos duradouros, assim como o Estrôncio-90 e o Césio-137, no corpo por ingestão de alimentos que tenham incorporado esses materiais radioativos. Esse risco é muito menos sério do que o associado com a cinza nuclear local e, portanto, não é discutido detalhadamente aqui. A local é de muito maior preocupação operacional imediata.
- Actinídios superiores são formados durante uma explosão nuclear. O fluxo de neutrões é muito intenso, pelo que o tempo entre cada captura de neutrões no decaimento beta é extremamente reduzido. Assim, é formado um grupo de isótopos distinto daquele que resulta de um fluxo baixo normal observado num reactor de Processo-S. Este é um exemplo de um Processo-R, o qual é também observado na explosão de estrelas. Estes actinídeos superiores são conhecidos como actinídeos menores no contexto do combustível consumido por reactores nucleares. Alguns dos actinídeos superiores foram inicialmente encontrados na cinza de testes de bombas; por exemplo, o einstênio (elemento 99) foi descoberto na cinza nuclear de um teste de bomba de hidrogénio.

## Tipos de Cinza
Há variados tipos de cinza nuclear, desde o tipo global até a tipos mais restritivos relativamente à área.

### Cinza global
Após uma explosão aérea, os produtos da fissão, o material nuclear não-fissionado, e os restos da arma que foram vaporizados pelo calor da explosão condensar-se-ão numa fina suspensão de pequeníssimas partículas com diâmetro entre 10 nm e 20 µm. Estas partículas podem ser rapidamente arrastadas para a estratosfera, em particular nos casos em que a potência da explosão ultrapassa as 10 kton. Após semanas, as partículas serão dispersadas por ventos atmosféricos e, gradualmente, depositar-se-ão na superfície terrestre após semanas, meses, ou mesmo anos na forma de cinza nuclear global.
O perigo radiobiológico representado pela cinza nuclear global é, essencialmente, a longo prazo devido à acumulação potencial de radioisótopos de vida longa, tais como o estrôncio-90 e o césio-137, no corpo humano por ingestão de alimentos que tenham previamente incorporado estes materiais radiactivos. Tal perigo é muito menos sério que aqueles associados à cinza nuclear local e, como tal, não é aqui discutido em profundidade. Cinza nuclear local representa uma muito maior preocupação operacional imediata.
A cinza nuclear global é referida nas obras literárias On the Beach, do auto britânico Nevil Shute, e Do Androids Dream of Electric Sheep? (obra que originou o famoso filme Blade Runner), de Philip K. Dick.

### Cinza local

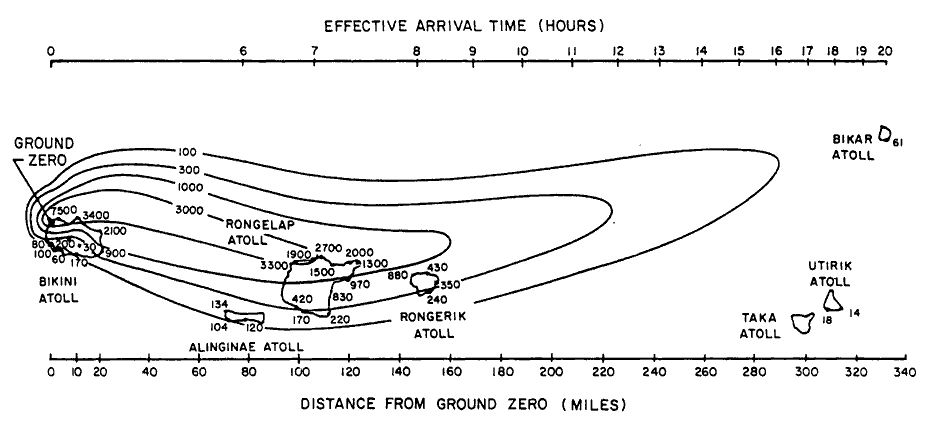
A mancha de aproximadamente 450 km de comprimento, resultante do teste nuclear Castle Bravo (1954).

Consoante a explosão nuclear se dê em terra ou em água, enormes quantidades de terra ou água serão vaporizadas pelo calor da explosão e ascenderão na atmosfera, formando uma nuvem radioactiva. Este material, à medida que se for condensando, tornar-se-á radiactivo devido aos produtos de fissão e outros radiocontaminantes que se tornaram activados neutronicamente.
Existirão grandes quantidades de partículas, com diâmetros a variarem desde menos de 100 nm até vários milímetros, geradas numa explosão superficial. Estas adicionar-se-ão às partículas finas que contribuem para a cinza global. As partículas de maiores dimensões não ascenderão até à estratosfera e, consequentemente, depositar-se-ão na superfície terrestre em cerca de 24 horas na forma de cinza local.

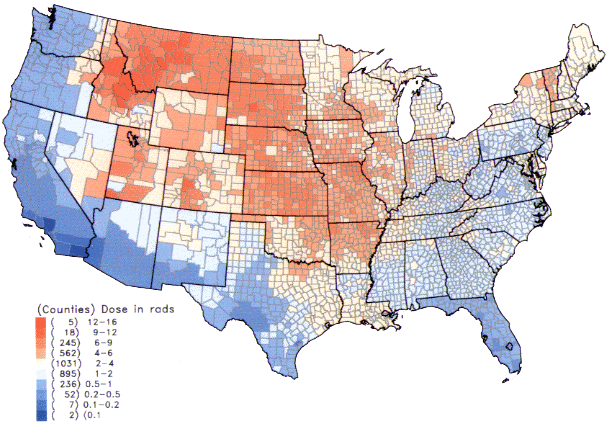
Doses na tiróide per capita na zona continental dos EUA, resultante de todas as rotas de exposição de todos os testes nucleares atmosféricos conduzidos na Área de Testes de Nevada, entre 1951 e 1962.

A contaminação grave por cinza local pode estender-se muito além da explosão e dos efeitos térmicos, particularmente no caso de explosões superficiais de alta potência. A deposição no solo de cinza resultante de uma explosão é uma longa e ténue elipsóide no sentido do vento e a partir do local da explosão. Pode estender-se por várias centenas de quilómetros e ter larguras de até 50 km.
Sempre que um indivíduo permanece numa zona contaminada radiologicamente, tal contaminação provocará uma imediata exposição externa a radiação, bem como uma possível subsequente contaminação interna devido a inalação e ingestão de radiocontaminantes, tais como o iodo-131 (de curto tempo de vida médio), o qual é acumulado na tiróide.

## Factores que influenciam a cinza nuclear
Há vários factores que podem influenciar o comportamento da cinza nuclear, de salientar a geometria e o impacto da explosão.

### Localização
Há duas considerações principais para a localização de uma explosão: altitude e composição da superfície. Uma arma nuclear detonada no ar produzirá menos cinza que uma explosão de igual potência junto ao solo. Isto deve-se ao facto de que uma menor quantidade de partículas serão contaminadas e impulsionadas pela explosão. Detonações à superfície tendem a produzir mais cinza nuclear.
No caso de detonações junto à água, as partículas tendem a ser bastante menores e mais leves, pelo que produzem menor quantidade de cinza local embora tendam a espalhar-se por uma área superior. As partículas contêm essencialmente sais do mar com alguma água; estas partículas podem causar a formação de nuvens e consequente chuva radiativa local, bem como áreas de alto nível de cinza local. Cinza nuclear resultante de água do mar é particularmente perigosa devido à dificuldade de ser removida com água limpa.
Em explosões subterrâneas, encontra-se presente um fenómeno adicional denominado "onda de base". A onda de base é uma nuvem que se propaga a para fora desde o fundo da coluna. No caso de explosões subaquáticas, a onda de base é, na realidade, uma nuvem de gotas (normalmente água) com a propriedade de escorrerem tal como se constituíssem um fluido homogéneo. Após a evaporação da água pode ainda persistir uma onda de base invisível constituída por pequenas partículas radiactivas.
Para explosões subterrâneas em terreno sólido, a onda é constituída por pequenas partículas sólidas mas, ainda assim, comporta-se como um fluido. A cinza pode espalhar-se por grandes distâncias com a ajuda de ventos e possíveis tempestades e mesmo vulcões.

### Meteorologia
Condições meteorológicas influenciam grandemente a cinza nuclear, em particular a de tipo local. Ventos atmosféricos são capazes de espalhar a cinza por enormes áreas. Por exemplo, como resultado de uma explosão superficial de um engenho termonuclear de 15 Mton no Atol de Bikini a 1 de Março de 1954, uma área do Pacífico em forma de charuto, com extensão de mais de 500 km no sentido do vento e variando em largura até um máximo de 100 km, foi severamente contaminada.
Neve e chuva, especialmente se provenientes the altitudes consideráveis, acelerarão a queda de cinza local. Sob condições meteorológicas especiais, tais como aguaceiros originários acima da nuvem radiactiva, poderão ocorrer áreas limitadas de elevada contaminação adjacentes (no sentido do vento) à zona da explosão.

## Efeitos da cinza nuclear
Uma ampla gama de alterações biológicas podem seguir-se à irradiação de animais. Estas alterações variam desde morte rápida causada por doses maciças de radiação penetrante em todo o corpo, até vidas essencialmente normais durante períodos variáveis de tempo até ao desenvolvimento de efeitos atrasados da radiação, isto no caso de exposição a doses baixas.

### Curto prazo
Dose semiletal: quando comparados os efeitos de vários tipos ou circunstâncias, a dose que é letal para 50% de uma dada população é um parâmetro muito útil. O termo é normalmente definido para um tempo específico, sendo limitado, em geral, a estudos de letalidade elevada. Os períodos de tempo comummente usados são de 30 dias ou menos para a maior parte dos pequenos animais de laboratório e 60 dias para grande animais, incluindo os seres humanos. É pressuposto que o cálculo que da dose semiletal é elaborado partindo do pressuposto que os indivíduos ao qual se refere não sofreram préviamente qualquer dano nem qualquer tratamento médico.
Foi estimado há alguns anos que com os melhores cuidados médicos disponíveis, a dose semiletal para raios gama é de 3.5 Gy, enquanto que sob as adversas condições de guerra (dieta pobre, escassos cuidados médicos, etc) a dose semiletal será de 2,5 Gy (250 Rads).
A radiação inicial resultante de cinza nuclear pode exceder os 300 Gy/h na direcção do vento a seguir a uma explosão superficial. A dose absorvida cumulativa de 4,5 Gy é fatal para metade da população humana. Há poucos casos documentados de sobreviventes a mais de 6 Gy. Um indivíduo em Chernobyl sobreviveu a uma dose de mais de 10 Gy, mas muitas das pessoas ali expostas não o foram uniformemente por todo o corpo. No caso em que uma pessoa é exposta de forma não homogénea, então uma dada dose (tirando a média por todo o corpo) é menos provável que seja letal. Por exemplo, se um indivíduo recebe uma dose de 100 Gy a qual lhe dá uma dose média global de 4 Gy, então esse indivíduo terá maior probabilidade de sobrevivência que um indivíduo que receba os mesmos 4 Gy uniformemente por todo o corpo. Uma dose de 10 Gy aplicada numa mão provocará, com grande probabilidade, a perda dessa mesma mão; um radiologista industrial britânico cuja mão foi, ao longo da sua vida, exposta a 100 Gy, perdeu essa mão devido a dermatite de radiação. A maior parte da população fica doente quando exposta a 1 Gy ou mais. Os fetos de mulheres grávidas são frequentemente mais vulneráveis do que os organismos hospedeiros, podendo verificarem-se abortos espontâneos, em especial no primeiro trimestre. Embora a biologia humana resista a mutações provocadas por exposição intensa a radiação, fetus que sofram mutações maciças normalmente abortarão espontaneamente. As doses civis em tempo de paz variam entre 30 e 100 µGy/ano.
A radiação da cinza nuclear decai exponencialmente com o tempo, pelo que a maioria das áreas torna-se relativamente segura para descontaminação após três a cinco semanas.
As emissões mais perigosas provenientes de cinza nuclear são raios gama, que viajam em linha recta tal como a luz. As denominadas partículas quentes (do inglês hot particle, objectos minúsculos carregados com radioisótopos) emitem raios gama da mesma forma que uma lâmpada emite luz. Os raios gama são, no entanto, invisíveis, e não podem ser vistos, cheirados ou sentidos. É necessário equipamento especial para detectar e medir raios gama (tais como contadores Geiger e dosímetros, por exemplo).
Para potências até 10 kton, a radiação directa é a principal causadora de baixas nos campos de batalha. Seres humanos que recebam doses agudas e incapacitantes (30 Gy) terão o seu desempenho degradado quase imediatamente e tornar-se-ão ineficazes ao fim de algumas horas. No entanto, não morrerão até 5 ou 6 dias após exposição, assumindo que não recebem quaisquer outros danos. 
Indivíduos que recebam menos que um total de 1,5 Gy não ficarão incapacitados. Entre os dois extremos referidos, indivíduos que recebam doses superiores a 1,5 Gy tornar-se-ão incapazes, acabando alguns por, eventualmente, morrerem.
Doses de 5,3 Gy a 8,3 Gy são consideradas letais mas não imediatamente incapacitantes. Indivíduos expostos a esta quantidade de radiação verão o seu desempenho degradado daí a 2 a 3 horas, dependendo de quão fisicamente exigentes são as tarefas que deverão desempenhar, e permanecerão no mesmo estado de incapacidade pelo menos durante 2 dias. No entanto, nessa altura experimentarão um período de recuperação e tornar-se-ão efectivos durante 6 dias na execução de tarefas pouco exigentes do ponto de vista físico, período após o qual sofrerão uma recaída durante cerca de 4 semanas. Após este período, começarão a exibir sintomas de envenenamento por radiação de severidade suficiente para que fiquem totalmente incapacitados. A morte segue-se aproximadamente 6 semanas após a exposição, embora os resultados possam variar.

### Longo prazo
Efeitos posteriores da radiação ocorrem na sequência de grandes amplitudes de radiação e doses radiativas. Os efeitos retardados podem surgir meses ou mesmo anos após a irradiação e incluem uma grande variedade de efeitos que poderão envolver quase todos os tecidos ou órgãos. Algumas das consequências retardadas da radiação são encurtamento do tempo de vida, carcinogénese, formação de cataratas, radiodermatite crónica, diminuição de fertilidade, e mutações genéticas.

## Considerações de táctica militar
Ferimentos por explosão e queimaduras, resultantes da utilização de armas nucleares com fins militares, em muitos casos poderão ultrapassar largamente os ferimentos resultantes da radiação. No entanto, os efeitos da radiação são consideravelmente mais complexos e variados do que os efeitos da explosão e os efeitos térmicos, e são, portanto, alvo de relativo desconhecimento.
Quanto mais próxima do solo for detonada a arma nuclear, mais pó e detritos serão levantados no ar, resultando numa maior quantidade de cinza nuclear local. De um ponto de vista táctico, tal tem a desvantagem de dificultar a movimentação e coordenação de uma eventual força invasora/ocupadora no terreno até que a cinza se deposite; mais directamente, um impacto no solo limita enormemente o potencial destrutivo da bomba. Por estes motivos, explosões no solo não são normalmente consideradas favoráveis do ponto de vista táctico, com a excepção de alvos subterrâneos blindados, tais como silos de míssil ou centros de comando. A táctica de "salgar" o território inimigo com explosões nucleares de alto teor de cinza pode ser usada para negar ao inimigo o acesso à área contaminada, mas tal prática não é considerada pelos seus críticos como sendo um acto militarmente ético.